# Finalisation d'un disque optique
La finalisation d'un disque optique (DVD enregistrable) est le processus qui consiste à écrire les données complémentaires tels que des menus, les données de répertoire, etc., pour qu'il soit lisible sur un système autre que celui sur lequel il a été enregistré. En règle générale, la finalisation signifie que le disque ne peut pas avoir plus de données écrites. Elle est la dernière étape dans le processus de création de DVD. 
Le terme est aussi utilisé comme un mot de substitution pour la "fermeture" d'un CD-R, dans laquelle la table des matières et les données sont écrites pour permettre à l'ordinateur de lire un CD. Comme lors de la finalisation de DVD, un CD-R fermé ne peut pas recevoir plus de données. 
Certains formats d'enregistrement, tels que les DVD+VR (en), ne nécessitent pas de finalisation avant de pouvoir être lus.